# Profilo di Navarro-Frenk-White
Il profilo di Navarro-Frenk-White (profilo NFW) è un modello che descrive la distribuzione spaziale di massa di materia oscura negli aloni oscuri, ossia ipotetiche porzioni esterne di aloni galattici contenenti grandi quantità di materia oscura, derivato da Julio Navarro, Carlos Frenk e Simon White nel 1996 grazie a simulazioni a N-corpi da loro sviluppate. A tutt'oggi il profilo NFW è ancora uno dei modelli più utilizzati per la descrizione degli aloni di materia oscura.

## Distribuzione di densità
Nel profilo NFW, la densità di materia oscura di un alone in funzione del raggio di quest'ultimo è data da:
{\displaystyle \rho (r)={\frac {\rho _{0}}{{\frac {r}{R_{s}}}\left(1~+~{\frac {r}{R_{s}}}\right)^{2}}}}
dove ρ0, la densità iniziale dell'universo al momento del collasso dell'alone, e Rs, il raggio caratteristico dell'alone stesso, sono parametri che variano da alone ad alone. In particolare Rs è definito come il raggio al quale la pendenza di log(ρ) in funzione di log(R) è uguale a -2. 
La massa è ottenuta come integrazione su un intervallo che va dal centro fino ad un certo raggio Rmax ed è:
{\displaystyle M=\int _{0}^{R_{\max }}4\pi r^{2}\rho (r)\,dr=4\pi \rho _{0}R_{s}^{3}\left[\ln \left({\frac {R_{s}+R_{\max }}{R_{s}}}\right)-{\frac {R_{\max }}{R_{s}+R_{\max }}}\right]}
Spesso è utile considerare l'estremità dell'alone come raggio viriale, Rvir, collegato al "parametro di concentrazione", c, e al raggio caratteristico dell'alone attraverso la relazione: 
{\displaystyle R_{\mathrm {vir} }=cR_{s}}
Spesso in letteratura ci si riferisce al raggio viriale come {\displaystyle R_{200}}, definendolo come il raggio entro cui la densità media dell'alone è duecento volte la densità critica dell'universo. In questo caso, la massa totale dell'alone risulta essere:
{\displaystyle M=\int _{0}^{R_{\mathrm {vir} }}4\pi r^{2}\rho (r)\,dr=4\pi \rho _{0}R_{s}^{3}\left[\ln(1+c)-{\frac {c}{1+c}}\right]}
Il valore di c è grossolanamente di 10 o 15 nel caso della Via Lattea ma può andare da 4 a 40 per aloni di varie dimensioni.
L'integrale della densità quadratica è:
{\displaystyle \int _{0}^{R_{\max }}4\pi r^{2}\rho (r)^{2}\,dr={\frac {4\pi }{3}}R_{s}^{3}\rho _{0}^{2}\left[1-{\frac {R_{s}^{3}}{(R_{s}+R_{\max })^{3}}}\right]}
cosicché la densità quadratica media all'interno del raggio Rmax risulta:
{\displaystyle \langle \rho ^{2}\rangle _{R_{\max }}={\frac {R_{s}^{3}\rho _{0}^{2}}{R_{\max }^{3}}}\left[1-{\frac {R_{s}^{3}}{(R_{s}+R_{\max })^{3}}}\right]}
che, semplificata grazie all'utilizzo del raggio viriale, diventa:
{\displaystyle \langle \rho ^{2}\rangle _{R_{\mathrm {vir} }}={\frac {\rho _{0}^{2}}{c^{3}}}\left[1-{\frac {1}{(1+c)^{3}}}\right]\approx {\frac {\rho _{0}^{2}}{c^{3}}}}
mentre la densità quadratica media all'interno del raggio caratteristico dell'alone è semplicemente: 
{\displaystyle \langle \rho ^{2}\rangle _{R_{s}}={\frac {7}{8}}\rho _{0}^{2}}

### Potenziale gravitazionale
La risoluzione della relativa equazione di Poisson restituisce il seguente potenziale gravitazionale:
{\displaystyle \Phi (r)=-{\frac {4\pi G\rho _{0}R_{s}^{3}}{r}}\ln \left(1+{\frac {r}{R_{s}}}\right)}
con i limiti {\displaystyle \lim _{r\to \infty }\Phi =0} e {\displaystyle \lim _{r\to 0}\Phi =-4\pi G\rho _{0}R_{s}^{2}}

### Raggio della velocità circolare massima
Il raggio della velocità circolare massima può essere calcolato come il massimo di {\displaystyle M(r)/r}: 
{\displaystyle R_{\mathrm {circ} }^{\max }=\alpha R_{s}}
dove {\displaystyle \alpha \approx 2,16258} è la radice positiva di:
{\displaystyle \ln \left(1+\alpha \right)={\frac {\alpha (1+2\alpha )}{(1+\alpha )^{2}}}}

## Riscontro con aloni oscuri simulati
Il profilo NFW è un'approssimazione alla configurazione di equilibrio di materia oscura ricavata da numerose simulazioni del comportamento di particelle di materia oscura in assenza di collisioni, realizzate da diversi gruppi scientifici. Durante tali simulazioni è stato osservato che, prima che la materia oscura virializzi, la sua distribuzione devia dal profilo NFW, ed è inoltre stata osservata la formazione di sottostrutture significative sia durante che dopo il collasso dell'alone.
Altri modelli, in particolare il profilo di Einasto, il profilo di Sérsic e soprattutto il profilo di Burkert, rappresentano la distribuzione di materia oscura in aloni simulati altrettanto bene, se non meglio, del profilo NFW. Differentemente dal profilo NFW, che ha una densità centrale divergente, ossia infinita, il profilo di Einasto ha una cuspide centrale finita, mentre il profilo di Burkert, più in accordo con le più recenti osservazioni, descrive un nucleo
di densità costante a piccoli raggi. A causa però della risoluzione limitata offerta dalle simulazioni a N-corpi, non è stato ancora possibile sapere quale modello fornisca la migliore descrizione della densità centrale degli aloni oscuri simulati. 

## Riscontro con osservazioni di aloni oscuri
Le osservazioni di galassie brillanti come la Via Lattea e la Galassia di Andromeda, possono essere compatibili con il modello NFW, ma il dibattito resta comunque del tutto aperto. Il profilo della materia oscura delineato dal modello NFW non è infatti coerente con le osservazioni di galassie a bassa brillanza superficiale, poiché queste ultime mostrano una massa centrale inferiore a quanto previsto, il cosiddetto problema della cuspide degli aloni galattici.